# Daniel Brière (acteur)
Pour les articles homonymes, voir Brière (homonymie) et Daniel Brière.
Daniel Brière, né le 13 janvier 1963 à Montréal (Canada), est un acteur et metteur en scène québécois. Il jouait Louis-Paul Parent, le père, dans Les Parent.

## Biographie
Comédien, metteur en scène et auteur, Daniel Brière est membre cofondateur du Groupement Forestier du Théâtre (Oreille, tigre et bruit, Matroni et Moi) et codirecteur artistique du Nouveau Théâtre expérimental (NTE) où il joue et crée des spectacles régulièrement depuis 2003 (Henri et Margaux, La Marche de Rama, Grid, Le Plan américain). 
Diplômé du Conservatoire d'art dramatique de Montréal en 1985, il a joué dans plusieurs théâtres partout au Canada et en Europe, au Théâtre du Nouveau Monde (Don Juan, Les oranges sont vertes) et au Théâtre Denise-Pelletier (Rhinocéros). 
À la télévision, on l'a vu entre autres dans Cauchemar d'amour, Un gars, une fille, Annie et ses hommes, Caméra Café et dans la populaire comédie familiale diffusée par la télévision de Radio-Canada, Les Parent. 
Au cinéma, mentionnons ses performances dans Le Déclin de l'empire américain de Denys Arcand, La Moitié gauche du frigo de Philippe Falardeau, Gaz Bar Blues de Louis Bélanger, et C'est pas moi, je le jure ! de Philippe Falardeau présenté dans plusieurs festivals. 
Il a mis en scène une vingtaine de spectacles de théâtre, dont Bashir Lazhar d'Evelyne de la Chenelière, ainsi que Tavernes, Oreille, tigre et bruit, et La Fin, d’Alexis Martin.

## Filmographie

### Cinéma
- 1986 : Qui a tiré sur nos histoires d'amour de Louise Carré : Maurice
- 1986 : Le Déclin de l'empire américain de Denys Arcand : Alain
- 1990 : La Nuit du visiteur, court métrage de Louis Gagliardi
- 1992 : Double or Nothing: The Rise and Fall of Robert Campeau, docufiction de Paul Cowan
- 1993 : Second Souffle
- 1999 : Matroni et moi de Jean-Philippe Duval : Reggie
- 2000 : La Moitié gauche du frigo de Philippe Falardeau : le conseiller Emploi-Québec
- 2003 : Les Invasions barbares de Denys Arcand : Alain Lussier
- 2003 : Gaz Bar Blues de Louis Bélanger : l'inspecteur Gobeil
- 2003 : Les Immortels de Paul Thinel : Patrice Dubois
- 2007 : Neuf de Martin Talbot: Henri
- 2008 : C'est pas moi, je le jure ! de Philippe Falardeau : Philippe Doré

### Télévision
- 1990-1995 : Watatatow : Robert Benoît
- 1994 : La Glace et le Feu (Les Duchesnay), mini-série de Richard Martin
- 1994 : À nous deux! : Claude Paquette
- 1995 : L'Instit : le vigile du chantier ("Le Boulard", épisode 11)
- 1997 : Un gars, une fille : Daniel
- 2001 : Cauchemar d'amour : Onile
- 2002-2009 : Caméra Café : François-Baptiste Marois
- 2002 : Annie et ses hommes : François
- 2008-2016 : Les Parent : Louis-Paul Parent
- 2019 : Faits divers (série télévisée) : le lieutenant Claude Voyer
- 2022 : District 31